# Dan Malloy
Dannel Patrick Malloy, detto Dan (Stamford, 21 luglio 1955), è un politico statunitense, governatore democratico del Connecticut dal 2011 al 2019.

## Biografia
Dan Malloy nasce a Stamford, nel Connecticut, da Agnes Veronica (nata Egan) e William Malloy. Da ragazzino soffriva di leggeri disturbi specifici di apprendimento e di problemi motori, tanto da venirgli diagnosticata una rara forma di dislessia. Si laureò magna cum laude al Boston College, dove incontrò la sua futura moglie, Cathy, per poi laurearsi in legge. Dopo aver passato l'esame, Malloy assunse il ruolo di funzionario pubblico a Brooklyn dal 1980 al 1984.
Nel 1995 si candidò a sindaco della sua città e venne subito eletto, sconfiggendo il sindaco repubblicano uscente Stanley Esposito. Mantenne la carica per altri tre mandati, fino al 2009.
Nel 2004, Malloy annunciò la sua candidatura alle elezioni governative del Connecticut del 2006, ma alle primarie democratiche venne sconfitto da John DeStefano, Jr, che ottenne la nomination, ma venne successivamente sconfitto dalla repubblicana Jodi Rell.
Nel 2009 annunciò di non ricandidarsi più come sindaco di Stamford e decise di ripresentare la sua candidatura a governatore dello stato. Alle elezioni del 2010 vinse con quasi il 50% voti, scartando di mezzo punto il repubblicano Thomas C. Foley.
Nel 2014 si ricandidò nuovamente a governatore e vinse anche questa volta con il 51% dei voti.